# In Technicolor
Albums de Jesse McCartney
Departure
Singles
1. Back Together
Sortie : 13 aout 2013
2. Superbad
Sortie : 6 mai 2014

In Technicolor est le quatrième album de Jesse McCartney. Il contient les singles Back Together dévoilé en 2013 et Superbad en 2014.
In Technicolor est disponible en pré-commande sur iTunes et Amazon.com depuis le 11 juin 2014. Quatre jours avant la sortie de l'album, une ballade intitulée The Other Guy a été délivré à MTV exclusivement pour promouvoir l'album. Le 21 juillet 2014, Jesse a effectué son single Superbad au Today Show.
Jesse McCartney se lancera dans une tournée de concerts en Amérique du Nord en tête d'affiche appelée In Technicolor Tour. La tournée débutera le 25 juillet 2014 à Charlotte, en Caroline du Nord, et se terminera le 4 septembre à Anaheim, en Californie. L'album In Technicolor est maintenant disponible depuis le 22 juillet 2014.

## Listes des titres
In Technicolor - édition standard
1. "In Technicolor, Pt. I" - 1:41
2. "Back Together" - 3:44
3. "Young Love" - 3:22
4. "Superbad" - 2:57
5. "All About Us" - 3:43
6. "Checkmate" - 3:30
7. "Punk Drunk Recreation" - 3:10
8. "Goodie Bag" - 3:00
9. "In Technicolor, Pt. II" - 3:42
10. "Tie The Knot" - 3:24
11. "The Other Guy" - 3:39

In Technicolor - édition exclusive (bonus)
1. "So Cool" - 3:27
2. "Catch and Release" - 3:26